# Reacció de fase aguda

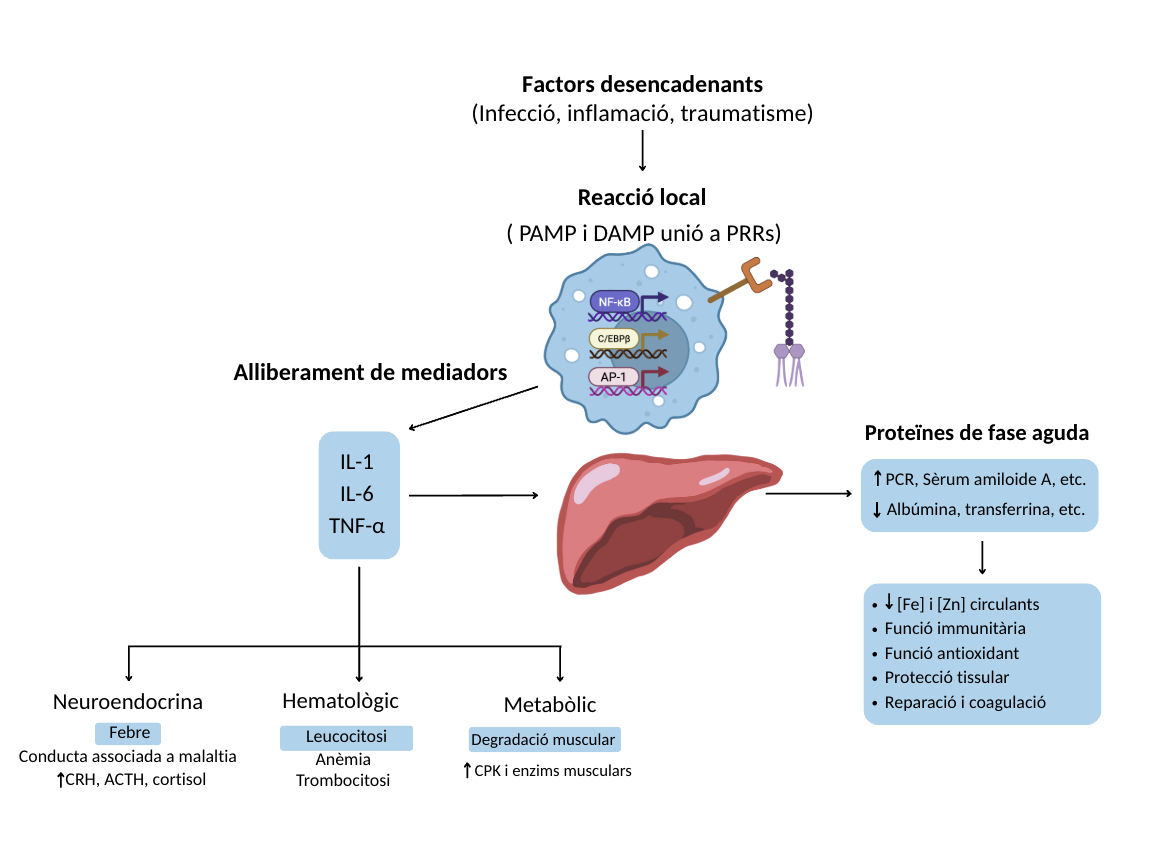
Diversos estímuls nocius desencadenen l’alliberament de citocines proinflamatòries (IL-1, IL-6, TNF-α) per part dels macròfags i altres fagòcits mononuclears, unes molècules que són capaces de desencadenar diversos efectes sistèmics durant la seva diseminació per l'organisme, entre ells la resposta de fase aguda.

La reacció de fase aguda (RFA), també coneguda com a resposta de fase aguda, és una resposta sistèmica, precoç i inespecífica que es desencadena principalment al fetge i que ve causada per infeccions, inflamacions o traumatismes.
L’objectiu principal de la RFA és limitar el dany i afavorir la reparació tissular, aïllant i neutralitzant els patògens invasors i prevenint-ne una nova entrada. Tot i això, aquesta resposta també pot desencadenar-se com a conseqüència de danys endògens, com ara lesions tissulars o senyals cel·lulars de perill.
Tot i que en condicions normals la RFA exerceix una funció homeostàtica, en algunes situacions pot desregular-se i evolucionar de manera fulminant, contribuint al desenvolupament de malalties greus com la sèpsia.
La RFA està mediada per citocines proinflamatòries com la interleucina-1 (IL-1), la interleucina-6 (IL-6) i el factor de necrosi tumoral-alfa (TNF-α), produïdes principalment per macròfags i, en menor mesura, per altres cèl·lules de la immunitat innata com els monòcits, les cèl·lules dendrítiques, les cèl·lules endotelials i els fibroblasts.

## Desencadenament de la resposta
La fase aguda de la resposta inflamatòria s'inicia amb la secreció de citocines proinflamatòries (IL-6, IL-1 i TNF-α) al lloc de la lesió.
L’alliberament d’aquestes citocines és induït per l’activació de receptors de reconeixement de patrons (PRR, de l'anglès pattern recognition receptor), com els receptors de tipus Toll (TLR, de l'anglès Toll-like receptors), en resposta a patrons moleculars associats a patògens (PAMP) o a patrons moleculars associats a dany cel·lular (DAMP). Aquesta activació desencadena cascades de senyalització intracel·lular que donen lloc a la translocació al nucli de factors de transcripció com NF-κB, C/EBPβ i AP-1, els quals promouen l’expressió dels gens de les citocines proinflamatòries.
La translocació per part de C/EBPβ és induïda per agents externs com els lipopolisacàrids (LPS) i contribueix a l’expressió de citocines com IL-1, IL-6, IL-8 i TNF-α. També hi participa el factor AP-1, que pot activar l’expressió d’IL-6 en resposta a estímuls com la llum ultraviolada. A més, l'acció de NF-κB es combina amb altres factors com C/EBPβ per induir completament gens com IL-6 i potenciar la producció de TNF-α.
Les citocines secretades a l'inici per macròfags actuen tant de manera paracrina com autocrina amb l’objectiu de reclutar leucòcits al lloc de la lesió, i d’estimular-ne la diferenciació, activació i proliferació, facilitant així una resposta inflamatòria coordinada.
A mesura que la resposta de fase aguda progressa, es produeixen més citocines per l'estroma i leucòcits reclutats que no pas per macròfags. Si la lesió és prou greu i la producció de citocines proinflamatòries prou elevada, les concentracions de TNF, IL1 i IL6 a la sang poden assolir nivells suficients per a actuar distalment de manera endocrina i així produir diversos efectes sistèmics relacionats amb la inflamació, entre ells la inducció de la febre (via hipotalàmica), la leucocitosi, alteracions hormonals, un augment de la permeabilitat vascular, la mobilització de reserves energètiques, l'alteració del metabolisme i transport de certs ions metàl·lics (produeixen hipozincèmia i ferropènia) la producció de les PFA al fetge i altres efectes neuroendocrins i perifèrics.

## Reacció de fase aguda
La reacció de fase aguda com a tal es desencadena amb la secreció de les PFA per part dels hepatòcits, un procés que ve fonamentalment induït per 3 famílies de mediadors inflamatoris: la família de les IL-1, la família dels TNF i la família de les IL-6, encara que també existeixen altres reguladors de l'expressió d'aquestes proteïnes, com la cardiotrofina 1 (CT-1), els glucocorticoides, la IL-11, l'oncostatina M (OSM) o el factor de creixement epidèrmic (EGF) entre d'altres.
Les citocines poden induir la síntesi d'unes o altres PFA a través de la regulació transcripcional del gen que les codifica, encara que en algunes PFA (com la ferritina o el fibrinogen) poden haver-hi altres mecanismes de regulació de l'expressió involucrats, com regulació posttraduccional, regulació de l'estabilitat dels transcrits o regulació amb microRNA.

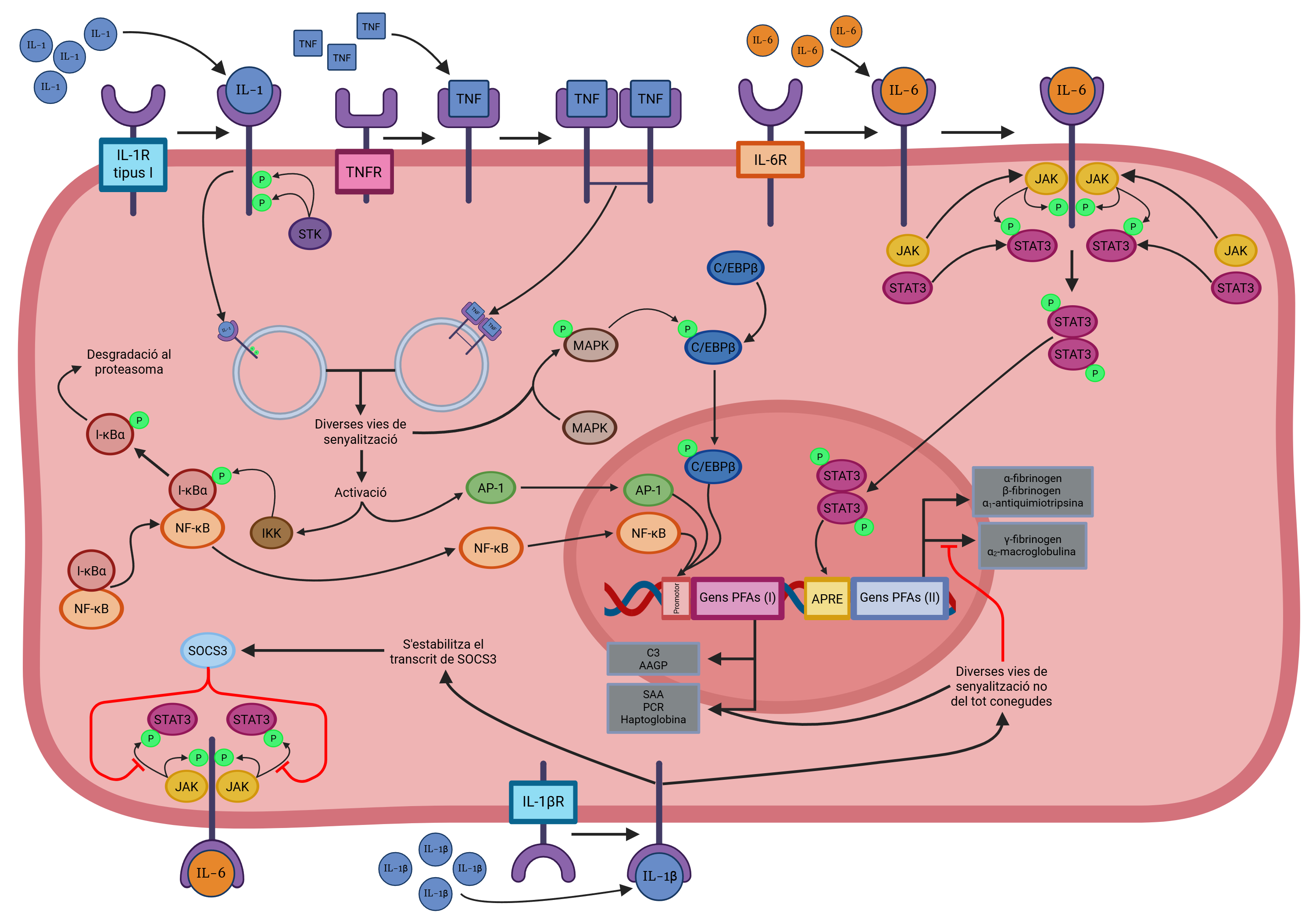
Esquema simplificat de les vies de senyalització que intervenen en la síntesi de les proteïnes de fase aguda a través de la captació de IL-1, TNF, IL-6 i IL-1β a un hepatòcit.

En el cas de les citocines IL-1 i TNF, aquestes s'uneixen als seus receptors específics i activen vies de senyalització que desencadenen l'activació de factors de transcripció. Per exemple, l'activació de la cinasa IKK (I-κB kinase), la qual pot fosforilar a l'inhibidor citoplasmàtic de NF-κB, I-κBα, per així induir la seva degradació i alliberar a NF-κB al citoplasma; o la fosforilació de la proteïna MAPK, la qual pot fosforilar al factor de transcripció C/EBPβ per activar-lo. També es produeix l'activació del factor de transcripció AP-1 per altres vies.
Un cop AP-1, NF-κB i C/EBPβ han estat activats i es troben a l'interior del nucli, tots tres poden actuar conjuntament per a estimular la transcripció d'aquelles PFA que tinguin un element de resposta capaç d'unir-se a algun d'aquests factors de transcripció a la regió promotora del gen que les codifica. En són exemples el sèrum amiloide A (SAA), la proteïna C reactiva, la proteïna del complement C3, l'haptoglobina o la glicoproteïna àcida α1.
En el cas de la citocina IL-6, quan aquesta s'uneix al seu receptor, s'activa la via JAK/STAT. La cinasa JAK fosforila proteïnes STAT3 en els seus residus de tirosina (encara que també poden fosforilar la proteïna altres tirosina-cinases) i això permet que aquestes dimeritzin i el dímer pugui entrar el nucli per a actuar com a factor de transcripció dels gens que presentin l'element de resposta de la fase aguda (APRE, de l'anglès acute phase response element). Entre les PFA sintetitzades es troben l'α-, β- i γ-fibrinogen, l'α2-macroglobulina i l'α1-antiquimiotripsina.
La via de senyalització de IL-6, però, és regulada per la presència de IL-1β, ja que aquesta citocina és capaç d'inhibir la via de JAK/STAT en diversos punts, ja sigui estabilitzant el transcrit de l'inhibidor de JAK al citoplasma (SOCS3) o degradant la subunitat gp130 del receptor IL-6R per exemple. A més, IL-1β és capaç de modificar directament la síntesi de PFA a través de mecanismes que encara no són del tot coneguts, provocant que la producció d'α2-macroglobulina i de γ-fibrinogen es bloquegi en presència de IL-1β i, en canvi, promovent la síntesi d'APF que pràcticament no es sintetitzaven amb l'estímul exclusiu d'IL-6 gràcies a una acció sinèrgica entre les dues citocines, com l'hepcidina, la proteïna C reactiva o el sèrum amiloide A o P.

## Proteïnes de fase aguda
Les proteïnes de fase aguda (PFA) són un conjunt de proteïnes plasmàtiques sintetitzades principalment al fetge, que experimenten canvis significatius en la seva concentració durant processos inflamatoris o situacions d'estrès fisiològic greu. La majoria de PFA són glicosilades durant la seva síntesi i excreció, i tenen la funció principal de restaurar la homeòstasi tissular.
Aquestes proteïnes poden classificar-se en positives o negatives segons la seva resposta als estímuls inflamatoris. Les PFA positives incrementen la seva concentració plasmàtica i participen activament en la defensa de l’hoste, la contenció del dany i la restauració de l’homeòstasi. Les PFA postives són les següents: proteïna C reactiva (PCR), amiloide sèric A (SAA), fibrinogen, haptoglobina, hepcidina, ceruloplasmina, α1-antitripsina, α1-antiquimiotripsina, α2-macroglobulina, C3 i C4 del complement), glicoproteïna àcida α1, lactoferrina, amiloide sèric P. En canvi, les PFA negatives disminueixen durant aquest procés, probablement com a part d’un mecanisme adaptatiu que prioritza la síntesi de proteïnes més necessàries per al control de la inflamació. Les PFA negatives inclouen: albúmina, transferrina, transtiretina (prealbúmina), antitrombina III, proteïna transportadora de retinol (RBP).

### Funcions biològiques

#### Contenció del dany i reclutament cel·lular
Diverses PFA contribueixen en contenir lesions i reclutar cèl·lules immunitàries. El fibrinogen, a més del seu paper essencial en la formació del coàgul, facilita l’adhesió i migració dels leucòcits mitjançant la seva interacció amb integrines presents a la superfície d’aquestes cèl·lules. També s’ha observat que pot unir-se a citocines com la IL-1 i a factors de creixement, concentrant-los localment i facilitant així la regeneració del teixit.

#### Defensa antimicrobiana
Algunes PFA, com la PCR i la SAA, s’uneixen a components patògens, actuant com a opsonines i facilitant la seva fagocitosi per part de macròfags i neutròfils. També activen la via clàssica del complement, afavorint la lisi cel·lular i la inflamació local.

#### Regulació del metabolisme del ferro
El ferro és un nutrient essencial que pot ser aprofitat tant per l’hoste com pels microorganismes. Durant la inflamació, l’organisme limita la disponibilitat de ferro circulant per frenar el creixement bacterià. L'hepcidina inhibeix la ferroportina, bloquejant l’alliberament de ferro des dels enteròcits i els macròfags, fet que disminueix la concentració plasmàtica de ferro. Altres PFA, com la lactoferrina o la transferrina, contribueixen a aquesta resposta segrestant ferro lliure al plasma i teixits.

#### Inhibició de proteases i protecció tissular
Durant els processos inflamatoris, l’activació de cèl·lules immunitàries allibera proteases que poden provocar danys a l’hoste si no són regulades. La α1-antitripsina i la α2-macroglobulina són inhibidors de proteases que limiten l’activitat d’enzims com l’elastasa, protegint els teixits circumdants i modulant la resposta inflamatòria.

#### Funcions antioxidants i de transport
Altres PFA neutralitzen radicals lliures i transporten molècules. La ceruloplasmina, a més de transportar coure, exerceix una funció antioxidant important neutralitzant espècies reactives de l’oxigen. La glicoproteïna àcida α1 té propietats immunomoduladores i transporta fàrmacs i altres molècules amb càrrega negativa, regulant la seva biodisponibilitat.

## Finalització de la resposta
Un cop l'estímul nociu desencadenant de la inflamació sistèmica i de la RFA ha desaparegut, la resposta inflamatòria ha de disminuir progressivament fins a extingir-se per tal d'evitar el desenvolupament d'una inflamació crònica, la qual contribueix al desenvolupament de diverses malalties, com l'artritis, l'asma o l'aterosclerosi, per exemple. Aquesta resolució està facilitada per dos mecanismes fonamentals. Per una banda, la curta vida dels mediadors inflamatoris, ja que això permet que les principals citocines proinflamatòries no durin molt de temps circulants en sang després de deixar de ser secretades per part de les cèl·lules immunitàries. Per una altra banda, la síntesi de diverses molècules capaces d'inhibir la síntesi de les citocines proinflamatòries, fonamentalment citocines antiinflamatòries, glucocorticoides i receptors solubles de citocines.

### Citocines antiinflamatòries
Les principals citocines antiinflamatòries són IL-10, IL-4 i IL-13.
IL-10 és una molècula produïda en les etapes tardanes de la resposta inflamatòria, concretament per part dels monòcits o macròfags activats (gràcies a ser estimulats per TNF-α) o per part dels limfòcits T (gràcies a ser estimulats per IL-6). Aquesta citocina és capaç de bloquejar la síntesi de les diferents citocines proinflamatòries, mitjançant la inhibició directa de la seva transcripció; pot actuar afectant l'estabilitat dels seus mRNA com a mecanisme per a regular la durada de la resposta inflamatòria i evitar la progessió cap a una inflamació crònica; o pot reduir el seu paper proinflamatori, disminuint l'expressió del seu receptor a la membrana.
Mentre que IL-4 i IL-13 són citocines capaces, per una banda, d'inhibir tant la síntesi de les citocines proinflamatòries, com la síntesi d'IL-10, i, per una altra banda, d'estimular la síntesi dels antagonistes del receptor de IL-1 (IL-1Rα). A més, IL-4 pot modular la síntesi de les PFA expressades per la captació de IL-6, inhibint la síntesi de l'haptoglobina per exemple.
Hi ha també altres citocines que poden tenir un paper antiinflamatori segons el context, com és el cas de IL-6, capaç d'inhibir l'expressió i la síntesi de TNF-α i d'IL-1 i alhora d'estimular la síntesi dels receptors solubles de TNF, IL-1 (IL-1Rα) i el seu propi (IL-6Rα).

### Glucocorticoides
Els glucocorticoides són sintetitzats a les glàndules adrenals gràcies a l'acció de diverses citocines proinflamatòries, i són capaços d'inhibir la síntesi d'aquestes mateixes molècules gràcies al fet que el complex que formen en interactuar amb el receptor d'hormones esteroidals intracel·lular pot interaccionar amb la regió promotora dels gens de les diverses citocines per inhibir la seva transcripció.
A més, aquestes molècules també poden inhibir la síntesi de les citocines inhibint certs factors de transcripció que participen en la seva síntesi, com AP-1 o NF-κB. En el cas de NF-κB per exemple, la inhibició es deu al fet que el gen que codifica per a I-κBα (el seu inhibidor citoplasmàtic), presenta en el seu promotor un element de resposta per a glucocorticoides (o GRE, per les seves sigles en anglès).

### Receptors solubles de citocines
Els receptors solubles de citocines són molècules circulants secretades per diverses cèl·lules en resposta a un estímul proinflamatori que són capaces de modular l'activitat general de les citocines inflamatòries. Aquestes poden actuar o bé com a agonistes o bé com a antagonistes de la citocina en funció del marcador inflamatori, i s'han descrit especialment com a moduladors d'IL-1, TNF-α i IL-6.
En el cas dels receptors solubles d'IL-1 (IL-1Rα) i de TNF, aquests actuen com a antagonistes del receptor de la citocina soluble, és a dir, competeixen amb el receptor per unir-se a la citocina, impedint així l'acció d'aquesta al no poder dur-se a terme la cascada de senyalització. En canvi, el receptor soluble de la IL-6 (IL-6Rα) actua com a agonista, potenciant l'activitat de la IL-6 gràcies a que, quan s'uneix a ella, afavoreix, per exemple, la síntesi de PFA induïdes per aquesta citocina

## Importància clínica
Els nivells sèrics elevats de determinades PFA tenen una rellevància diagnòstica i pronòstica significativa, ja que permeten discriminar entre processos inflamatoris actius i alteracions funcionals amb manifestacions clíniques similars o idèntiques. En condicions fisiològiques, la RFA no es desencadena en absència de processos inflamatoris, fet que facilita la diferenciació entre disfuncions sense lesió orgànica i malalties amb una base inflamatòria. Tanmateix, la presència de la RFA no és exclusiva de les malalties inflamatòries agudes; també pot observar-se en trastorns crònics, com l’artritis reumatoide, i en neoplàsies malignes, fet que pot limitar la utilitat diagnòstica de la seva detecció en el context de diagnòstics diferencials. No obstant això, en nombroses malalties, l’increment en la síntesi de PFA es correlaciona amb la intensitat i la progressió del procés inflamatori, la qual cosa fa que el monitoratge dels seus nivells sigui útil en el seguiment clínic de l’evolució de la malaltia.
Entre les situacions clíniques que poden provocar canvis substancials en les concentracions plasmàtiques de PFA inclouen infeccions, traumatismes, cirurgia, cremades, infarts tissulars, diverses afeccions inflamatòries immunològicament mediades i induïdes per cristalls, i càncer en estadis avançats.
La proteïna C reactiva (PCR) és considerada l’eina diagnòstica més sensible per a la detecció de la RFA. Els seus nivells augmenten significativament durant la inflamació aguda i, per tant, es poden utilitzar per indicar la presència de malalties infeccioses greus o d'altres afeccions inflamatòries. La síntesi hepàtica de PCR és regulada principalment per citocines proinflamatòries com la IL-6, IL-1 i el TNF-α, de manera que, qualsevol lesió tissular, infecció, inflamació o estrès pot induir un augment dels seus nivells circulants.
A més, la PCR presenta una sensibilitat i especificitat diagnòstiques superiors a les de la velocitat de sedimentació globular (VSG) a l'hora de monitorar les variacions ràpides associades a la inflamació de l'hoste. La VSG és dependent de l’increment dels nivells plasmàtics de fibrinogen, una PFA que pot romandre elevada durant  períodes prolongats després d’haver-se suprimit l’estímul inflamatori. La concentració de PCR s'eleva de manera ràpida i significativa en resposta a la inflamació aguda i retorna als valors basals quan el procés inflamatori es controla o el tractament és efectiu.
La velocitat de sedimentació d'eritròcits augmenta paulatinament amb l'edat, però les concentracions plasmàtiques de proteïna C reactiva no.